# Kościół Podwyższenia Krzyża Świętego w Grochowalsku
Kościół Podwyższenia Krzyża Świętego w Grochowalsku – pierwsza wzmianka o kościele parafialnym w Grochowalsku pochodzi z 1707 roku a jego fundatorem miał być Wojciech Grochowalski, jednak napis na belce tęczowej wewnątrz kościoła głosi, że powstał on w 1784 roku z fundacji Szymona Grochowalskiego.
Pierwotnie świątynia stała za wsią – tam gdzie znajduje się cmentarz. W 1875 roku za sprawą ks. Józefa Żmijewskiego przesunięto ją na obecne miejsce. Podczas tej operacji oderwało się jedno przęsło korpusu, stąd jest ona zmniejszona. Kościół położony jest na wzniesieniu w zachodniej części wsi. Kościół jest drewniany, konstrukcji zrębowej, wzniesiony z bali modrzewiowych. Ściany zrębowe posadowione na podmurówce ceglano-kamiennej; oszalowany na zewnątrz deskami w układzie pionowym. Wnętrze salowe; strop prosty z desek w układzie równoległym do osi głównej kościoła. Dach dwuspadowy pokryty blachą ocynkowaną.

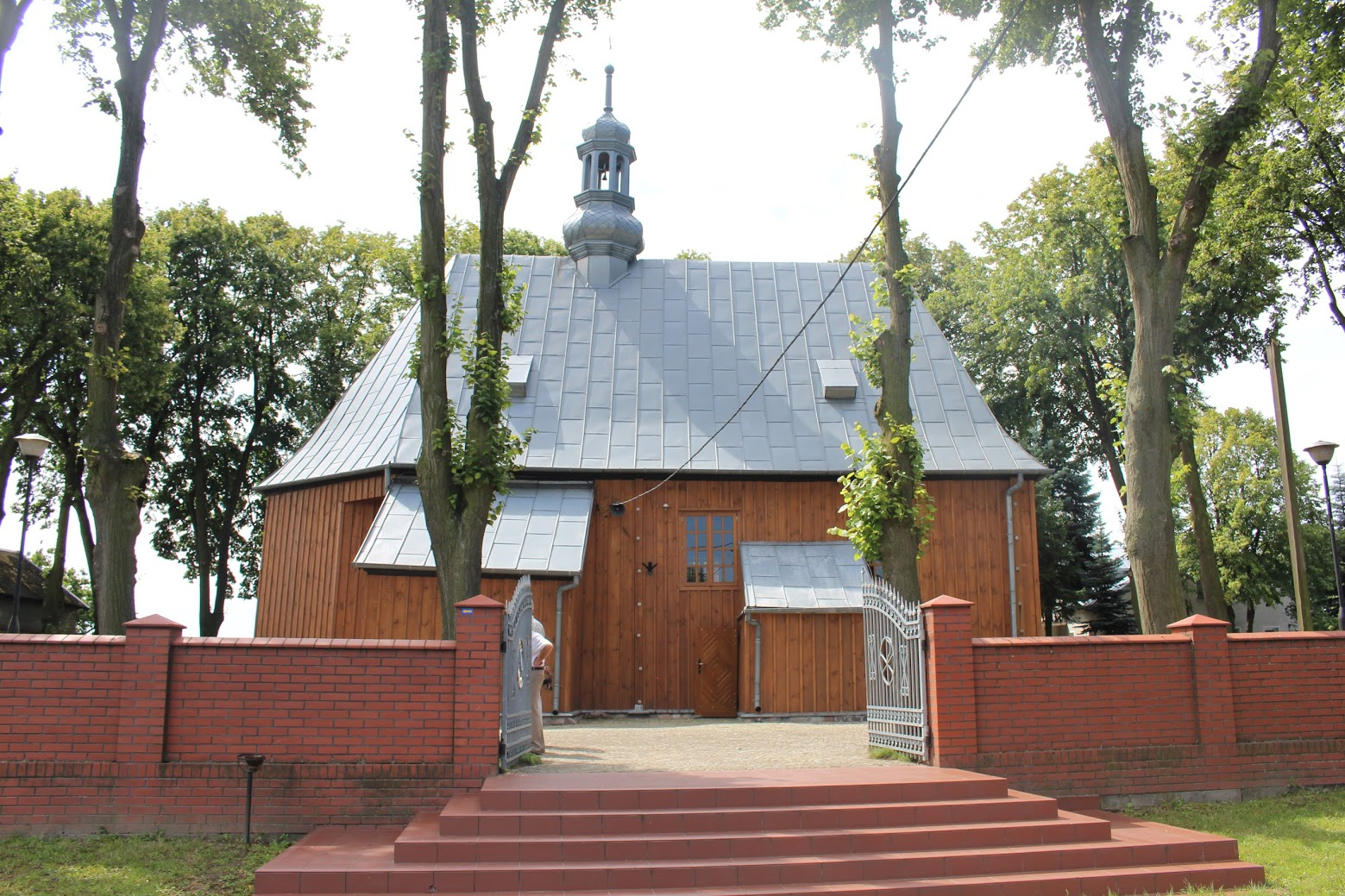
Kościół Podwyższenia Krzyża Świętego w Grochowalsku

Kościół jednonawowy założony na planie prostokąta z węższym trójbocznie zamkniętym prostokątnym prezbiterium. Do północnej ściany prezbiterium dobudowano zakrystię z podcieniem powstałym przez przedłużenie okapu. Od północnej strony nawy, na połowie jej długości dobudowana została kwadratowa kruchta.

## Wystrój kościoła
Wnętrze kościoła zostało odnowione w 1957 roku przez malarza Teodorowicza z Włocławka. To on namalował też polichromię Matki Bożej Bolesnej znajdującą się nad prezbiterium. Płaski drewniany strop ma malaturę i stylizowaną ornamentację roślinną, przerywaną emblantami liturgicznymi, umieszczonymi w kwadratach. Ołtarz główny barokowy z rzeźbami św. Antoniego i św. Jana Ewangelisty z początków XVIII wieku. Ołtarz przywieziony został z Mokowa. W ołtarzu znajduje się obraz Świętej Trójcy i Świętej Rodziny pochodzący z 1896 roku. W górnej części ołtarza znajduje się obraz Matki Bożej Bolesnej.
W kościele znajdują się także obrazy: św. Jana Nepomucena z XVIII wieku, Koronacja Matki Bożej z XVIII wieku – malowany na desce, Ucieczka do Egiptu z połowy XIX wieku. Krzyż ołtarzowy ludowy z XIX wieku. Lichtarz barokowy z XVIII wieku i siedem klasycystycznych z XIX wieku.